# Carlo Mornati
Carlo Mornati (Lecco, 16 marzo 1972) è un ex canottiere italiano, medaglia d'argento nel quattro senza ai Giochi olimpici di Sydney 2000 attuale Segretario Generale del CONI.

## Carriera
Ha conseguito la laurea in Giurisprudenza con indirizzo internazionale (1998), il Corso in Relazioni Industriali Australiane presso l'University of Technology di Sydney (1998) e il Master di II livello in Diritto ed Economia dello Sport (2007). Dal 2005 al 2009 è stato componente della Giunta Nazionale del CONI e dal 2009 ha lavorato presso l'Ufficio di Preparazione Olimpica. Dal 2013 è Vicario del Segretario Generale dell'Ente. Nel corso della sua carriera sportiva ha partecipato a 4 edizioni dei Giochi olimpici, vincendo la medaglia d'argento a Sydney 2000. Sempre con la maglia azzurra ha vinto 2 Campionati del Mondo e per altre sei volte ha raggiunto il podio vincendo 3 argenti e 3 bronzi. Ha svolto il ruolo di capo delegazione dei Giochi Olimpici di Sochi 2014, Rio 2016, Peyongchang 2018, Tokyo 2020, Pechino 2022 e dal 12 Marzo 2018 è stato nominato Segretario Generale del CONI.

## Palmarès
| Anno | Manifestazione       | Sede             | Risultato | Gara          | Tempo   | Note |
| ---- | -------------------- | ---------------- | --------- | ------------- | ------- | ---- |
| 2000 | Giochi olimpici      | Sydney           | Argento   | Quattro senza | 5:56.62 |      |
| 2007 | Campionati del Mondo | Monaco GER       | Argento   | Quattro senza |         |      |
| 2006 | Campionati del Mondo | Eaton GBR        | Argento   | Otto          |         |      |
| 2005 | Campionati del Mondo | Gifu JAP         | Argento   | Otto          |         |      |
| 2002 | Campionati del Mondo | Siviglia ESP     | Bronzo    | Quattro senza |         |      |
| 1999 | Campionati del Mondo | St. Cathrine CAN | Bronzo    | Quattro senza |         |      |
| 1998 | Campionati del Mondo | Colonia GER      | Bronzo    | Quattro senza |         |      |
| 1995 | Campionati del Mondo | Tampere FIN      | Oro       | Quattro senza |         |      |
| 1994 | Campionati del Mondo | Indianapolis USA | Oro       | Quattro senza |         |      |
| 1993 | Universiadi          | Buffalo USA      | Bronzo    | Due senza     |         |      |